# Cemerînți, Peremîșleanî
Cemerînți (în ucraineană Чемеринці) este localitatea de reședință a comunei Cemerînți din raionul Peremîșleanî, regiunea Liov, Ucraina.

## Demografie
Componența lingvistică a localității Cemerînți
     Ucraineană (100%)
Conform recensământului din 2001, toată populația localității Cemerînți era vorbitoare de ucraineană (100%).